# Simaetha deelemanae
Espèce
Simaetha deelemanae est une espèce d'araignées aranéomorphes de la famille des Salticidae.

## Distribution
Cette espèce est endémique de Singapour.

## Description
Le mâle holotype mesure 4,37 mm.

## Étymologie
Cette espèce est nommée en l'honneur de Christa Laetitia Deeleman-Reinhold .

## Publication originale
- Zhang, Song & Li, 2003 : Six new and one newly recorded species of Salticidae (Arachnida: Araneae) from Singapore and Malaysia. The Raffles Bulletin of Zoology, vol. 51, no 2, p. 187-195 (texte intégral).